# 國立臺灣大學人類學博物館
25°01′04″N 121°32′06″E / 25.017815°N 121.534912°E
國立臺灣大學人類學博物館收藏承接自臺北帝國大學時代「土俗人種學講座」標本室的收藏，創設於1928年，包含民族學與考古學標本，原本位於洞洞館，在洞洞館拆除後遷移至台大校史館。 

## 歷史
人類學博物館前身為人類學系標本室，更前身為日治時期的臺北帝國大學文政學部土俗人種學講座之標本室，二戰後改名為民族學研究室，歸在台大文學院史學系。1949年，台大成立考古人類學系，此館又改名為考古人類學標本室，沿用30幾年後，1983年因系更名而跟著改名為人類學系標本室。原先人類學系標本室位於洞洞館人類系館，一樓展示民族學標本，二樓展示考古學及體質人類學標本，但學校因為要興建人文大樓而拆除該館，原來藏於人類系館中近六千件的民族學標本文物，搬入台大校史館西側，成立人類學博物館，此館於2010年11月13日重新開幕，內部分為民族學展示廳與考古學展示廳。
過去在洞洞館的人類系標本室一周只對外開放2天，遷到校史館西側後，人類學博物館每周二、周日和國定假日公休，其他時間全天對外開放。
展品收藏經過可分為三個時期：
1. 從1928年4月臺北帝國大學文政學部創設土俗人種學講座起，到1945年5月30日，因戰爭遭受轟炸的損害為止，共17年餘的期間為「土俗人種學講座時期」
2. 從戰後的1945年11月15日國立臺灣大學成立民族學研究室起，到1949年7月止，3年多的期間為「史學系民族學研室時期」
3. 從1949年8月，考古人類學系成立至今為「考古人類學系時期」。[4]

## 展示

### 民族學展示廳
民族學展示廳收藏品大約有五千多件，最早的收藏品可追溯至1895年伊能嘉矩所採集之珍貴藏品，如泰雅族貝珠衣、馘首標幟，及平埔族雕刻和衣飾等，伊能嘉矩也是在台灣進行原住民研究的先驅。到了1928年臺北帝國大學「土俗人種學講座」成立標本室，移川子之藏和宮本延人等為推展民族學研究，才開始系統性累積各族物質文化標本。而展示廳藏品主要來自臺北帝大時期，少部分來自本系教師於1950、1960年代的採集，採集當時至今已有50到100年間。展示櫃陳列了許多原住民族群的物質文化，並另闢專區陳列陶甕、石與木雕。
目前展示分為「考古學田野調查」與「民族學田野調查」兩單元，主要是介紹研究人類學的重要方法－田野調查，主要以照片形式展出。尤其以考古學來說，類系絕大多數的藏品都是歷次包含大學部田野實習課程發掘所獲得的研究資料。

### 考古學展示廳
考古學典藏文物從最早日治時期的土俗人種學講座到現在，經歷了許多變遷，從草創、成長到戰爭破壞與戰後復原，現在所藏的標本都成為人類學系和臺灣大學重要的資產之一。
考古學標本的主要來源多為人類系田野課程或室研究各遺址而挖掘出或是地表採集的文物，大部分為台灣各地史前遺址的文物，包含陶器、石器、玉器、骨器、角器、牙器、墓葬、人骨、獸骨、貝類等，還有少數中國大陸和世界各地所見之標本
，包括山西彩陶、熱河省承德臺地史前遺物等。另外，還有專提供教學用的體質人類學標本，包括世界各地人類學化石標本模型大約六十三件、北京人骨骼模型三十九件、現代人骨一副、猩猩骨骼一副、世界各人種頭髮標本三十三件。
目前考古學展示廳尚未開放展示，還在籌備規劃當中。

### 引用
1. ↑  . 聯合知識庫 upaper. 2010-11-13.
2. 1 2 3 4 5 6  . 2012-12-09  [2012-12-09]. （原始内容存档于2019-01-29）.
3. ↑  . 中華民國博物館協會. 2012-12-09  [2012-12-09]. （原始内容存档于2013-08-01）.
4. 1 2 3 4 5  . 2012-12-09  [2012-12-09]. （原始内容存档于2020-06-24）.
5. 1 2  . 聯合新聞網. 2010-11-13.[永久]